# 納利瓦伊科韋
47°1′56″N 30°6′8″E / 47.03222°N 30.10222°E
納利瓦伊科韋（烏克蘭語：Наливайкове）是位於烏克蘭西南部的村莊，由敖德萨州羅茲季利納區的新博里西夫卡市鎮負責管轄。該村始建於1902年，面積0.86平方公里，海拔高度154米，2001年人口134，人口密度每平方公里155.81人。